# Pyrofil art
En pyrofil art är en organism, växt, svamp eller djur, som är beroende av eller har mycket svårt att överleva utan skogsbränder. Pyrofil betyder "brandälskande".
Ett exempel på en pyrofil växtart är svedjenäva vars frön kan befinna sig i marken under mycket lång tid tills marken ovanför utsätts för brand. När temperaturen i den omgivande jorden stigit till femtio grader aktiveras fröet och börjar växa. Exempel på en pyrofil svampart är brandskiktdyna. 
Det finns även pyrofila insekter, så kallade brandinsekter, som bara utvecklas i nybränd skog, de flesta på branddödade träd. Några exempel på pyrofila insekter är rökdansfluga, vithornad barkskinnbagge, sotsvart praktbagge, stor plattnosbagge och skiktdynemott, varav de två sista är knutna till den pyrofila svampen brandskiktdyna. 
I Sverige finns ett åttiotal arter, växter, svampar och insekter, som på olika sätt behöver skogsbränder för att existera. Av dessa arter representeras ett fyrtiotal av insekter. Av Sveriges pyrofila arter är runt tjugo stycken starkt hotade.